# San Mauro Torinese
San Mauro Torinese – miejscowość i gmina we Włoszech, w regionie Piemont, w prowincji Turyn.
Według danych na rok 2004 gminę zamieszkiwały 17 672 osoby, 1472,7 os./km².